# Stationsberg (Bad Kissingen)
Der Stationsberg ist eine Erhebung in der bayerischen Kurstadt Bad Kissingen im unterfränkischen Landkreis Bad Kissingen.
Am Stationsberg befinden sich der Bad Kissinger Kreuzweg sowie ein Denkmal anlässlich des Deutschen Krieges.

## Geographische Lage
Der 351 Meter hohe Stationsberg liegt im Ostteil Bad Kissingens. An seinem Westrand befindet sich der Ostring, ein Teil der Bad Kissinger Umgehungsstraße. Nördlich des Berges befinden sich das Areal Wendelinus sowie der Osterberg; an letzteren schließt sich der Bad Kissinger Stadtteil Winkels an. An seiner Südseite grenzt der Stationsberg an den Stadtteil Reiterswiesen an.

## Anlagen

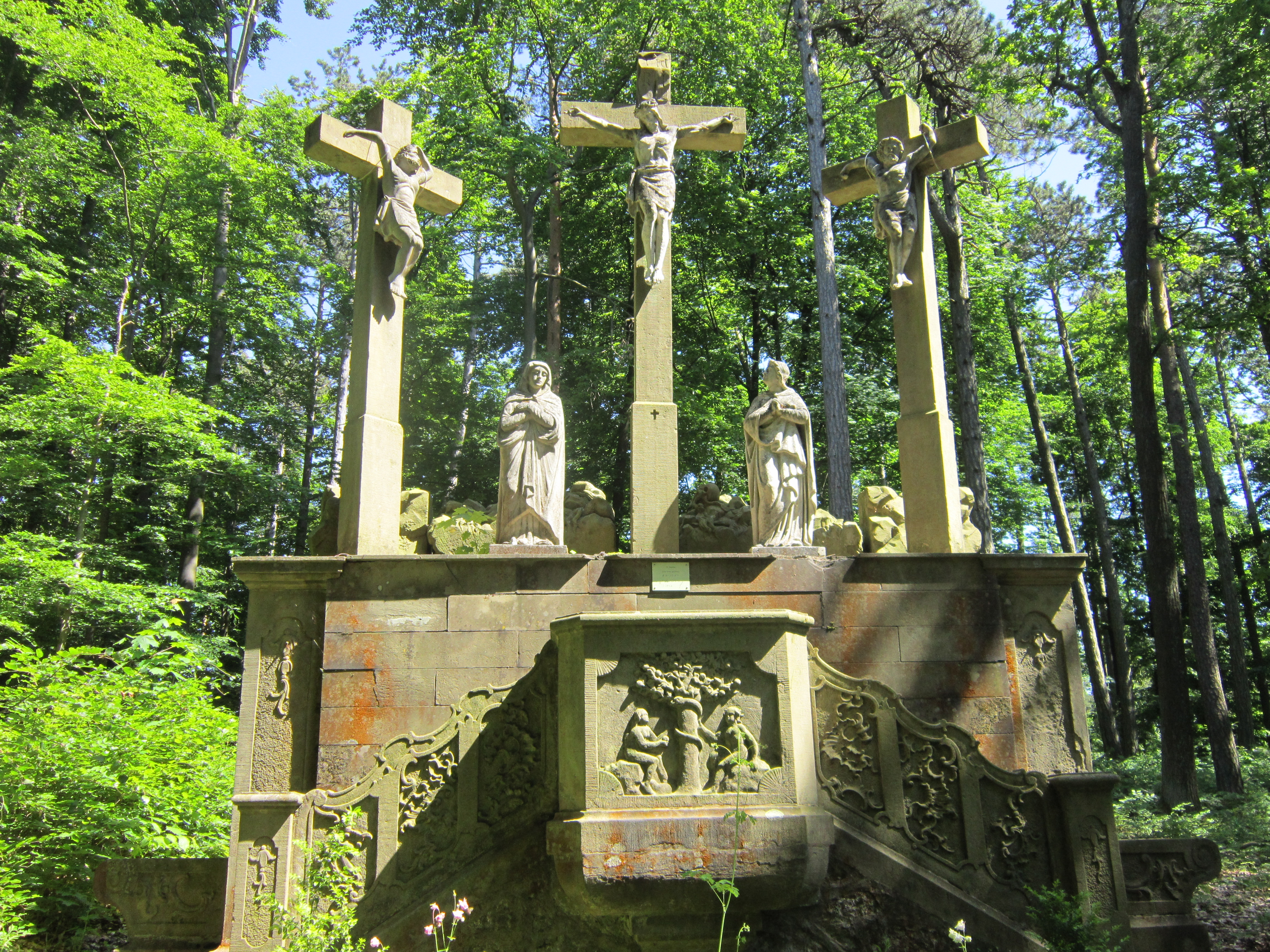
Kreuzigungsgruppe des heutigen Stationsberg-Kreuzweges

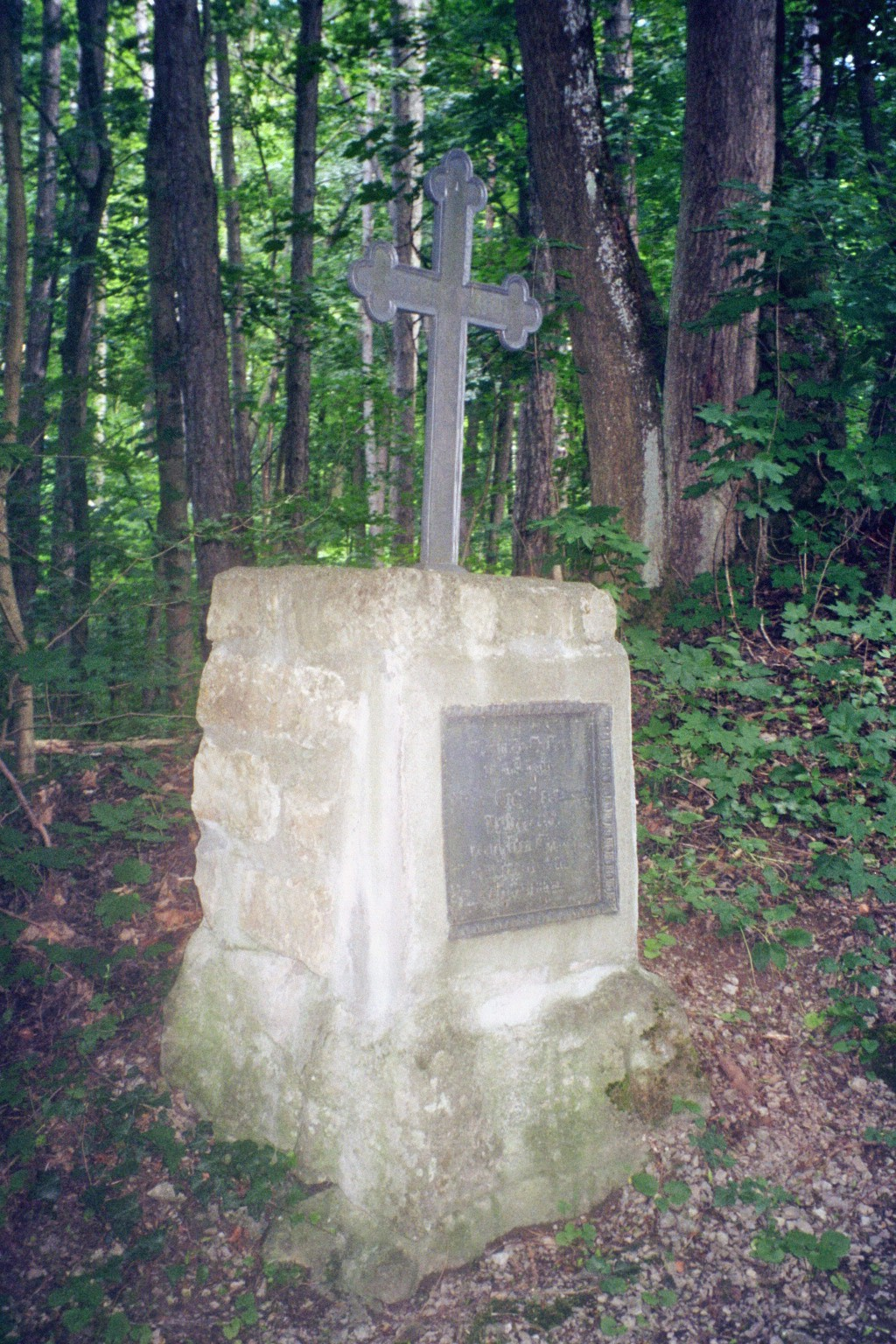
Ysenburg-Denkmal

### Kreuzweg
In den 1750er Jahren entstand auf dem Stationsberg der erste Bad Kissinger Kreuzweg. In seiner ursprünglichen Form begann der Kreuzweg mit dem „Ölberg“ am Standort des heutigen Bad Kissinger Kurtheaters.
Bald wurde neben der bereits etablierten Prozession eine weitere, von Georg Renninger gestiftete Prozession durchgeführt, so dass mehr Gläubige den Kreuzweg aufsuchen konnten. Die einzelnen Stationen des Leidensweges Jesu wurden dabei von Kissinger Bürgern nachgestellt. Trotz des Hinweises von Stadtpfarrer Molitor, dass diese Darstellung der Passion Christi der Erbauung der Prozessionsteilnehmer förderlich war, bestand der Würzburger Fürstbischof Adam Friedrich von Seinsheim auf seiner Forderung, zur konventionellen Prozessionsdarstellung zurückzukehren.
In den 1880er Jahren veranlasste der schlechte bauliche Zustand des „Ölberges“ den Bad Kissinger Dekan Andreas Dietz, die Stationen hinter die neu erbaute Herz-Jesu-Stadtpfarrkirche verbringen zu lassen. Als ein Desinteresse der Bad Kissinger Bürger zum Verfall der Stationen führte, wurden diese im Jahr 1892 an den heutigen Bad Kissinger Stadtteil Poppenroth verkauft und bilden nun den dortigen Kreuzweg.
Die Stationen des heute auf dem Stationsberg befindlichen Kreuzweges wurden von Bildhauer Valentin Weidner geschaffen.

### Ysenburg-Denkmal
Unterhalb des Kreuzweges befindet sich auf dem Stationsberg das Ysenburg-Denkmal, das zu Ehren des in der Schlacht bei Kissingen im Rahmen des Deutschen Krieges gefallenen Major Ysenburg errichtet wurde.
Major Philipp Ysenburg war der Kommandant des 3. bayerischen Jägerbataillons, das hinter den Kreuzwegstationen in Deckung ging, um die über den Finsterberg und die Burgruine Botenlauben Richtung Stationsberg vorrückenden preußischen Truppen aufzuhalten. Trotz starker Gegenwehr erlitten die bayerischen Truppen schwere Verluste. Major Ysenburg fiel an der Stelle, an der später das Ysenburg-Denkmal errichtet wurde.